# World Popular Song Festival 1972
Het World Popular Song Festival 1972 was de derde editie van het World Popular Song Festival. Het werd gehouden in Tokio, Japan van 17 tot 19 november 1972. Uiteindelijk werden het Verenigd Koninkrijk en Jamaica de winnaars van het festival. Voor beide landen was het hun eerste overwinning. De top drie werd vervolledigd door België.

## Deelnemende landen
36 landen van over de hele wereld hadden zich ingeschreven voor de derde editie van het festival. Er waren 4 nieuwe landen bijgekomen, 2 terugkerenden, maar ook weer 9 terugtrekkende landen. Hiermee werd het record van 39 landen niet geëvenaard en dat is tot op heden ook niet gebeurd. Ook België, Nederland en Curaçao waren van de partij.
België kon al voor de derde keer op rij doorstoten naar de finale en bereikte dit jaar een derde plaats, een hoogtepunt op dat moment. Nederland haalde voor het tweede jaar op rij de finale en eindigde op een veertiende plaats. Curaçao bleef steken in de halve finale.

## Overzicht

### Finale
| Plaats | Land                | Taal      | Artiest           | Lied                                |
| ------ | ------------------- | --------- | ----------------- | ----------------------------------- |
| 1      | Verenigd Koninkrijk | Engels    | Capricorn         | Feeling                             |
| 1      | Jamaica             | Engels    | Ernie Smith       | Life is just for livin'             |
| 3      | België              | Frans     | Les Nanas         | Marie Sainte Marie                  |
| 4      | Australië           | Engels    | John Farnahm      | Don't you know it's magic           |
| 5      | West-Duitsland      | Duits     | Peter Horten      | Alles ist möglich                   |
| 6      | Japan               | Engels    | Mops              | Where can I go                      |
| 7      | Italië              | Italiaans | Ada Mori          | Proprio tu                          |
| 8      | Japan               | Engels    | Chewing Gum       | Song of gorilla                     |
| 9      | Zwitserland         | Engels    | Peter, Sue & Marc | Get on, move                        |
| 10     | Verenigd Koninkrijk | Engels    | Ginette Reno      | I can't let you walk out of my life |
| 11     | Verenigd Koninkrijk | Engels    | Tony Christie     | What becomes of my world            |
| 12     | Zuid-Korea          | Engels    | Chung Hun Hi      | One I love                          |
| 13     | Canada              | Frans     | Emmanuelle        | La chanson de mon pays              |
| 14     | Nederland           | Engels    | Ben Cramer        | When you're there                   |
| 15     | Polen               | Pools     | Sośnicka          | Nie ma drogi dalekiej               |
| 16     | Sri Lanka           | Engels    | Mignonne          | Someday, my love                    |
| 17     | Japan               | Engels    | Ito Aiko          | When I forgot my love               |
| 18     | Verenigd Koninkrijk | Engels    | Neil Reid         | Me and my dog                       |
| 19     | Griekenland         | Grieks    | Elpida            | Mh teaae                            |
| 20     | West-Duitsland      | Duits     | Frank Schöbel     | Die Sprache, der Liebe ist leis     |
| 21     | Verenigde Staten    | Engels    | Lexia             | Love light                          |
| 22     | Frankrijk           | Frans     | Daniele Licari    | Une vie                             |

### Eerste halve finale
| Land                | Taal      | Artiest             | Lied                                       | Resultaat      |
| ------------------- | --------- | ------------------- | ------------------------------------------ | -------------- |
| Chili               | Spaans    | Marcelo             | Está en tí                                 | uit            |
| België              | Frans     | Les Nanas           | Marie Sainte Marie                         | gekwalificeerd |
| Verenigd Koninkrijk | Engels    | Tony Christie       | What becomes of my world                   | gekwalificeerd |
| Joegoslavië         | Kroatisch | Srecko Zubak        | Vrati mi nadu                              | uit            |
| Australië           | Engels    | John Farnham        | Don't you know it's magic                  | gekwalificeerd |
| Zweden              | Engels    | ABBA                | Santa Rosa                                 | uit            |
| Venezuela           | Spaans    | Elaiza Romero       | Amor, espina y Rosa                        | uit            |
| Sri Lanka           | Engels    | Mignonne            | Someday, my love                           | gekwalificeerd |
| West-Duitsland      | Duits     | Peter Horten        | Alles ist möglich                          | gekwalificeerd |
| Nieuw-Zeeland       | Engels    | David Curtis        | Maybe tomorrow                             | uit            |
| Zuid-Korea          | Engels    | Chung Hun Hi        | One I love                                 | gekwalificeerd |
| Frankrijk           | Frans     | Jean-Pierre Savelli | Mon amour (Sans concession, sans mensonge) | uit            |
| Japan               | Engels    | Ito Aiko            | When I forgot my love                      | gekwalificeerd |
| Bulgarije           | Engels    | Boris Godjunov      | Here on Earth                              | uit            |
| Oostenrijk          | Engels    | The Eye             | Black & white                              | uit            |
| Verenigd Koninkrijk | Engels    | Neil Reid           | Me and my dog                              | gekwalificeerd |
| Hongkong            | Engels    | Frances Yip         | The time has come for me to go             | uit            |
| Tsjecho-Slowakije   | Slowaaks  | Eva Máziková        | Milencl z verony                           | uit            |
| Canada              | Frans     | Emmanuelle          | La chanson de mon pays                     | gekwalificeerd |
| Japan               | Engels    | Mops                | Where can I go                             | gekwalificeerd |
| Italië              | Italiaans | Ada Mori            | Proprio tu                                 | gekwalificeerd |
| Griekenland         | Grieks    | Elpida              | Mh teaae                                   | gekwalificeerd |
| Japan               | Engels    | Okasaki Hiroshi     | Beyond the sorrow                          | uit            |

### Tweede halve finale
| Land                | Taal       | Artiest                     | Lied                                | Resultaat      |
| ------------------- | ---------- | --------------------------- | ----------------------------------- | -------------- |
| Malta               | Maltees    | Mary Rose Mallia            | Id-dinja taghna                     | uit            |
| Nigeria             | Engels     | I.K. Dairo & His Blue Spots | There is no king as God             | uit            |
| Italië              | Italiaans  | Dori Ghezzi                 | Gira la ruota                       | uit            |
| Hongarije           | Hongaars   | Kati Kovács                 | Van jó minden rosszban              | uit            |
| Japan               | Engels     | Kuni Hanoi                  | The invisible man                   | uit            |
| Polen               | Pools      | Sośnicka                    | Nie ma drogi dalekiej               | gekwalificeerd |
| Verenigd Koninkrijk | Engels     | Ginette Reno                | I can't let you walk out of my life | gekwalificeerd |
| West-Duitsland      | Duits      | Frank Schöbel               | Die Sprache, der Liebe ist leis     | gekwalificeerd |
| Indonesië           | Engels     | Tuty Ahem                   | Before I die                        | uit            |
| Spanje              | Engels     | Julian Granados             | Sunday morning                      | uit            |
| Japan               | Engels     | Chewing Gum                 | Song of gorilla                     | gekwalificeerd |
| Zwitserland         | Engels     | Peter, Sue & Marc           | Get on, move                        | gekwalificeerd |
| Verenigde Staten    | Engels     | Lexia                       | Love light                          | gekwalificeerd |
| Zuid-Afrika         | Engels     | V. V. Vanguard              | Daydream girl                       | uit            |
| Curaçao             | Papiaments | Humberto Nivi               | Señor compositor                    | uit            |
| Argentinië          | Spaans     | Pedro Villar                | Quiero saber si te acuerdas de mi   | uit            |
| IJsland             | Engels     | Jonas & Einar               | When I look at all those things     | uit            |
| Frankrijk           | Frans      | Daniele Licari              | Une vie                             | gekwalificeerd |
| Verenigd Koninkrijk | Engels     | Capricorn                   | Feeling                             | gekwalificeerd |
| Maleisië            | Engels     | Frankie Cheah               | Stop being so blue                  | uit            |
| Jamaica             | Engels     | Ernie Smith                 | Life is just for livin'             | gekwalificeerd |
| Nederland           | Engels     | Ben Cramer                  | When you're there                   | gekwalificeerd |
| Portugal            | Portugees  | Vittorio Santos             | Desde que me ames un pouco          | uit            |

1970 · 1971 · 1972 · 1973 · 1974 · 1975 · 1976 · 1977 · 1978 · 1979 · 1980 · 1981 · 1982 · 1983 · 1984 · 1985 · 1986 · 1987 · 1988 · 1989